# 고려 천수관음보살도
고려 천수관음보살도(高麗 千手觀音菩薩圖)는 서울특별시 용산구 삼성미술관 리움에 있는 고려시대의 불화이다. 2019년 3월 6일 대한민국의 보물 제2015호로 지정되었다.

## 지정 사유
'고려 천수관음보살도'는 천개의 손과 손마다 눈이 달려 있는 보살의 모습으로 중생을 구제하는 관음의 자비력을 상징화한 고려시대 불화이다.
천수관음은 ‘천수천안관세음보살(千手千眼觀世音菩薩)’ 또는 ‘대비관음(大悲觀音)’이라고도 불리며, 『법화경(法華經)』, 『화엄경(華嚴經)』등에 근거하여 11면의 얼굴과 40～42개의 큰 손으로 각기 다른 지물(持物)을 잡고 있고 이들 사이에 눈이 그려진 작은 손들이 촘촘하게 자리잡고 있는 형상으로 표현된다.
이 불화는 오랜 세월로 인해 화면이 많이 변색되었으나, 바위 위에 놓인 연화좌(蓮華坐)에 앉아 정면을 바라보고 있는 관음보살과 화면 상단을 가득 채운 원형 광배(光背), 화면 아래에 관음보살을 바라보며 합장한 선재동자(善財童子) 등 경전 속 천수관음보살의 도상을 구현한 가운데 요소요소마다 화려한 색감과 섬세한 필력으로 대상을 정확하게 묘사해 매우 우수한 조형감각을 보여주고 있다.
고려불화 중 현존 유일하게 알려진 천수관음보살도일 뿐 아니라 다채로운 채색과 금니(金泥)의 조화, 격조 있고 세련된 표현 양식 등 고려불화의 전형적인 특징이 반영된 작품으로, 종교성과 예술성이 극대화된 작품이다.

## 참고 자료
- 고려 천수관음보살도 - 국가유산청 국가유산포털